# دوري جرينلاند لكرة القدم 2014
دوري جرينلاند لكرة القدم 2014 هو الموسم 44 من دوري جرينلاند لكرة القدم. فاز فيه Boldklubben af 1967 ‏.